# Билећа (Даниловград)
Билећа је насеље у општини Даниловград у Црној Гори. Према попису из 2003. било је 91 становника (према попису из 1991. било је 19 становника).

## Демографија
У насељу Билећа живи 67 пунолетних становника, а просечна старост становништва износи 34,2 година (30,5 код мушкараца и 39,6 код жена). У насељу има 25 домаћинстава, а просечан број чланова по домаћинству је 3,56.
Ово насеље је углавном насељено Црногорцима (према попису из 2003. године).
|  |

| Демографија | Демографија | Демографија |
| Година      | Становника  | Становника  |
| ----------- | ----------- | ----------- |
|             |             |             |
|             |             |             |
|             |             |             |
|             |             |             |
| 1948.       | 80          |             |
| 1953.       | 93          |             |
| 1961.       | 74          |             |
| 1971.       | 79          |             |
| 1981.       | 60          |             |
| 1991.       | 19          | 19          |
| 2003.       | 89          | 91          |
|             |             |             |

| Етнички састав према попису из 2003.‍ | Етнички састав према попису из 2003.‍ | Етнички састав према попису из 2003.‍ | Етнички састав према попису из 2003.‍ | Етнички састав према попису из 2003.‍ |
| ------------------------------------ | ------------------------------------ | ------------------------------------ | ------------------------------------ | ------------------------------------ |
|                                      |                                      |                                      |                                      |                                      |
| Црногорци                            | Црногорци                            |                                      | 70                                   | 76,92%                               |
| Срби                                 | Срби                                 |                                      | 15                                   | 16,48%                               |
| Македонци                            | Македонци                            |                                      | 1                                    | 1,09%                                |
| непознато                            | непознато                            |                                      | 2                                    | 2,19%                                |

| Година пописа     | 1948. | 1953. | 1961. | 1971. | 1981. | 1991. | 2003. |
| ----------------- | ----- | ----- | ----- | ----- | ----- | ----- | ----- |
| Број домаћинстава | 19    | 24    | 15    | 19    | 13    | 5     | 25    |

| Број чланова      | 1  | 2 | 3 | 4 | 5 | 6 | 7 | 8 | 9 | 10 и више | Просек |
| ----------------- | -- | - | - | - | - | - | - | - | - | --------- | ------ |
| Број домаћинстава | 25 | 5 | 4 | 2 | 6 | 3 | 4 | 1 | 0 | 0         | 0      |

| Пол    | Укупно | Неожењен/Неудата | Ожењен/Удата | Удовац/Удовица | Разведен/Разведена | Непознато |
| ------ | ------ | ---------------- | ------------ | -------------- | ------------------ | --------- |
| Мушки  | 37     | 16               | 20           | 1              | 0                  | 0         |
| Женски | 31     | 6                | 19           | 5              | 1                  | 0         |
| УКУПНО | 68     | 22               | 39           | 6              | 1                  | 0         |

| Пол    | Укупно                    | Пољопривреда, лов и шумарство | Рибарство                            | Вађење руде и камена | Прерађивачка индустрија       |
| ------ | ------------------------- | ----------------------------- | ------------------------------------ | -------------------- | ----------------------------- |
| Мушки  | 19                        | 1                             | 0                                    | 0                    | 7                             |
| Женски | 6                         | 0                             | 0                                    | 0                    | 1                             |
| УКУПНО | 25                        | 1                             | 0                                    | 0                    | 8                             |
| Пол    | Производња и снабдевање   | Грађевинарство                | Трговина                             | Хотели и ресторани   | Саобраћај, складиштење и везе |
| Мушки  | 0                         | 1                             | 0                                    | 1                    | 1                             |
| Женски | 0                         | 0                             | 2                                    | 0                    | 0                             |
| УКУПНО | 0                         | 1                             | 2                                    | 1                    | 1                             |
| Пол    | Финансијско посредовање   | Некретнине                    | Државна управа и одбрана             | Образовање           | Здравствени и социјални рад   |
| Мушки  | 0                         | 0                             | 5                                    | 0                    | 0                             |
| Женски | 0                         | 0                             | 1                                    | 0                    | 1                             |
| УКУПНО | 0                         | 0                             | 6                                    | 0                    | 1                             |
| Пол    | Остале услужне активности | Приватна домаћинства          | Екстериторијалне организације и тела | Непознато            | Непознато                     |
| Мушки  | 0                         | 0                             | 0                                    | 3                    | 3                             |
| Женски | 0                         | 0                             | 0                                    | 1                    | 1                             |
| УКУПНО | 0                         | 0                             | 0                                    | 4                    | 4                             |